# Wurmbea tubulosa
Wurmbea tubulosa là một loài thực vật có hoa trong họ Colchicaceae. Loài này được Benth. miêu tả khoa học đầu tiên năm 1878.